# Ради счастья
«Ради счастья» (1916) — салонная мелодрама. Премьера состоялась 21 февраля 1917 года. Фильм не сохранился.

## Сюжет
По одноимённому роману С. Пшибышевского. Либретто фильма приведено в журнале «Сине-Фоно»:

«Маленькая кучка людей бьётся, стараясь отвоевать себе „крупицу счастья“. И в погоне за ним, эти в сущности хорошие и добрые люди не останавливаются ни перед чем: попирается всё святое, люди близкие — становятся врагами, и как всегда это бывает, слабейшие гибнут. Но этот призрак, эта „крупица счастья“ ускользает и здесь… Ускользает потому, что между ними брошен труп. Эта старая, но вечно новая тема и послужила сюжетом этой картины».
— "Сине-Фоно", 1917, №7-8, стр. 135

## В ролях
| Актёр             | Роль      |
| ----------------- | --------- |
| Вера Холодная     | Ольга     |
| Владимир Максимов | Мглицкий  |
| Иван Худолеев     | Зджарский |
| К. Алексеева      | Елена     |

## Критика
Отсутствие видовых сцен делает пьесу однообразной и является несомненным недостатком постановки.
— "Проектор", 1917, №5-6, стр. 13

Скука пронизывает все пять частей картины. Только два эпизода дали инсценатору возможность проявить хорошую театральную технику. В остальном: уходят, приходят, — приходят, уходят. В большом проценте скучности повинен, скорее, режиссёр. Редкими возможностями к внешним эффектам он пользуется слишком увлечённо, и эти эффекты немилосердно выпирают из рамы интимного романа. Сцена самоубийства на фоне морозного зимнего пейзажа настолько удачно придумана и сфотографирована, что покрывает собой самые психологические мотивы происходящего. Чувствуется трафаретная режиссёрская рука, рука первых дней русской фильмы, рассчитанной на наивного зрителя.
— "Театральная газета", 1917, №45, стр. 16